# Fotogram

Princip för fotogram

Fotogram är en fotografisk bild skapad (utan en kamera) genom att placera objekt direkt på ytan av ett fotokänsligt material, såsom fotografiskt papper, och sedan exponera detta för ljus. Resultatet blir en silhuettbild som varierar i mörkhet beroende på transparensen i objekten som använts.

## Princip
En ljuskälla (1) riktas mot föremål (2 och 3) som placerats på ett fotokänsligt papper. Beroende på föremålens avstånd till papperet framträder deras skuggor skarpare (7) eller svagare (5). Papperet blir vitt där det hamnar helt i skugga (6), grått där föremålen är mer eller mindre transparenta och svart där det exponeras helt för ljuset (4).

## Exempel

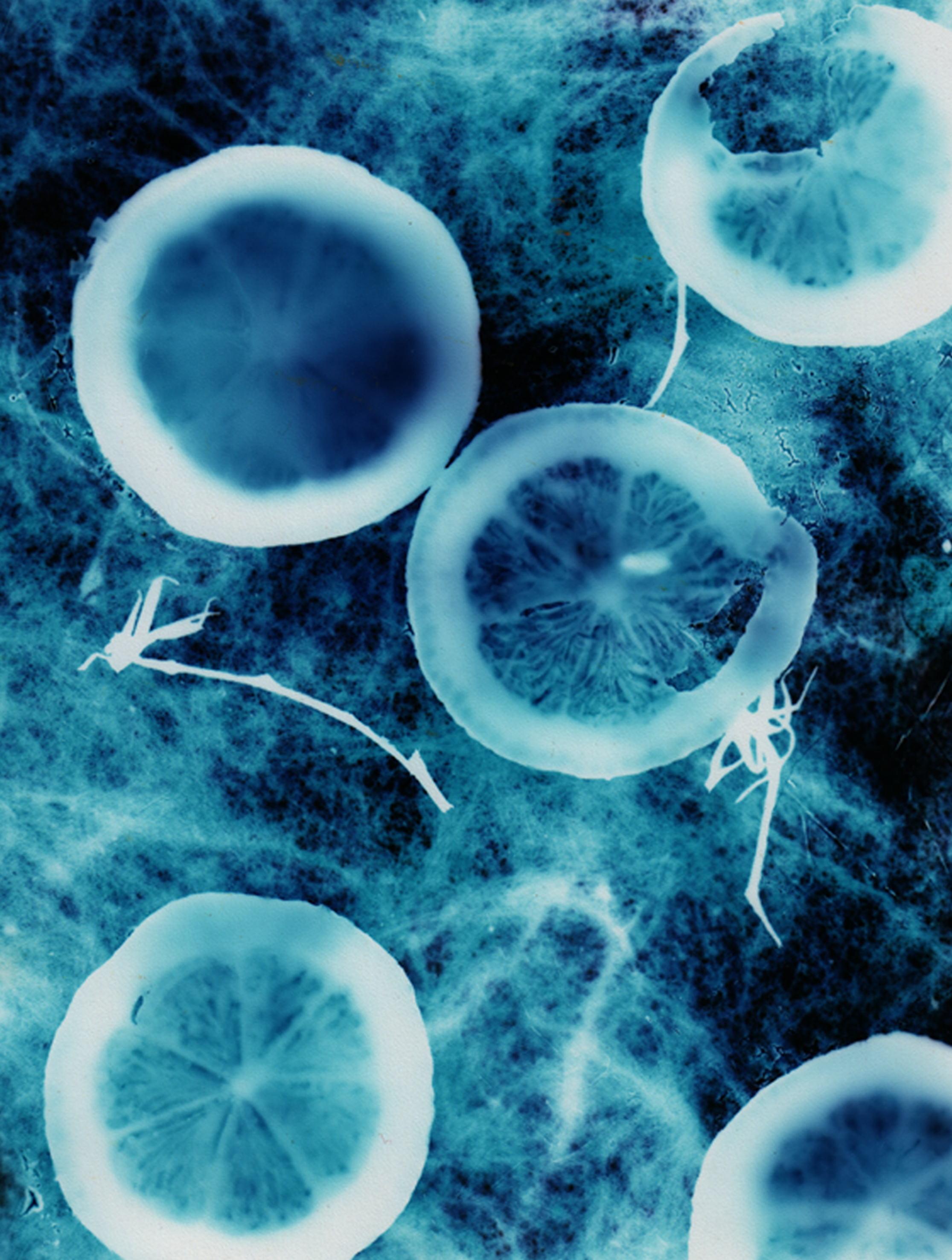
Fotogram med Citronskivor.
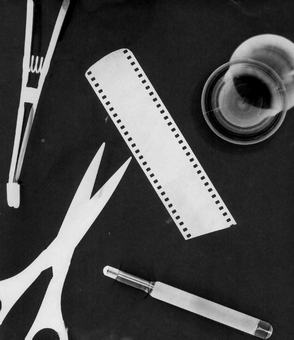
Fotogram med fotografirelaterade föremål.
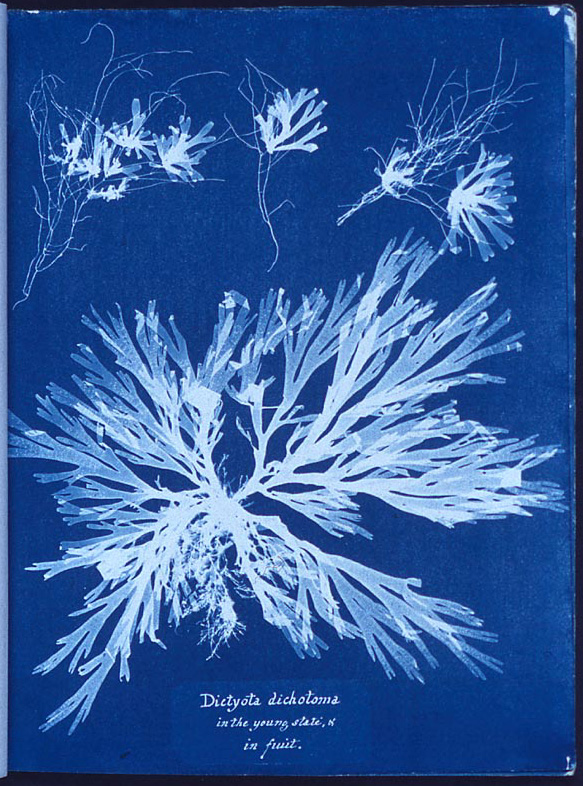
Fotogram i illustrationssyfte (Anna Atkins, 1843).
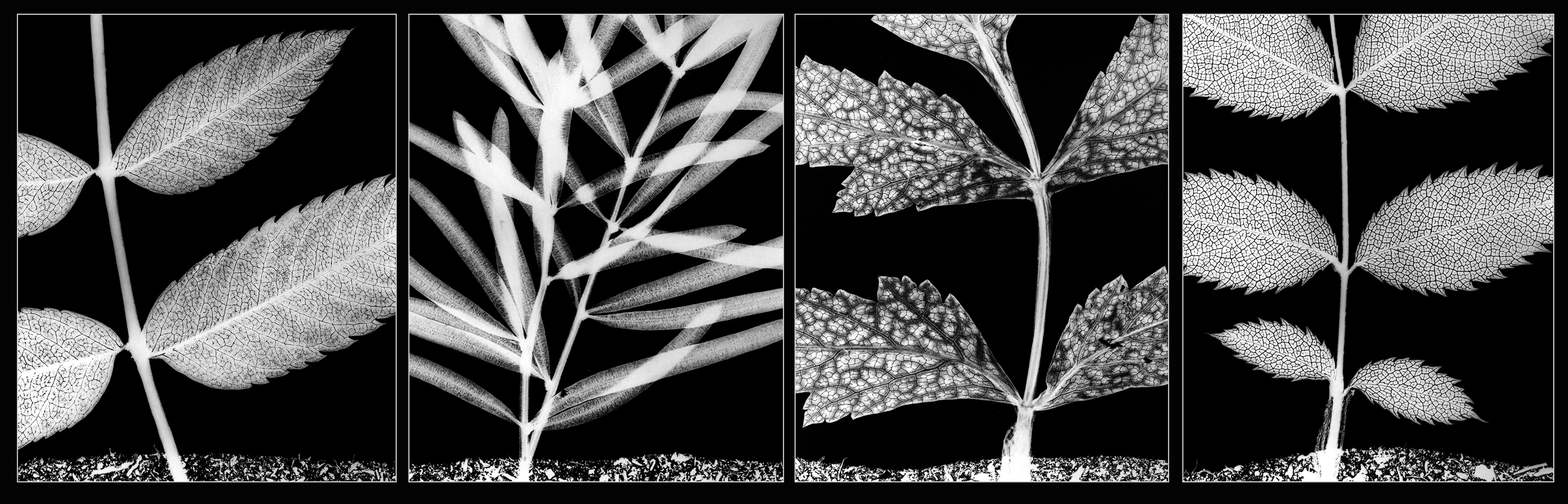
Fotogram med växter och jord.